# Camden Town (metrostation)
Camden Town is een station van de metro van Londen aan de Northern Line in het stadsdeel Camden Town. Het station is geopend in 1907 en behoort tot de belangrijkste overstappunten. 450 m ten noorden van het station ligt overground station Camden Road met diensten naar Stratford , Hackney , Gospel Oak en Richmond .

## Geschiedenis

### Charing Cross, Euston and Hampstead Railway
Het station was opgenomen in de plannen voor de Charing Cross, Euston and Hampstead Railway (CCE & HR) uit 1893. De bouw van deze lijn, de latere West End tak van de Northern Line, begon pas in juli 1902 nadat de Amerikaanse ondernemer Charles Yerkes in oktober 1900 de CCE & HR had gekocht en daarna de bekostiging rond kreeg. Op 22 juni 1907 werd de lijn geopend door David Lloyd George, destijds de voorzitter van de handelsraad. De lijn had ten noorden van Camden Town van meet af aan twee takken die in het station elk eigen perrons hebben. Het bovengrondse stationsgebouw werd ontworpen door Leslie Green, met de voor hem kenmerkende bloedrode geglazuurde gevel en bogen met ramen rond de machinekamer op de eerste verdieping. Zoals voor de Eerste Wereldoorlog gebruikelijk was werden liften geïnstalleerd om de reizigers tussen de stationshal en de perrons te vervoeren. Deze liften kwamen beneden uit tussen de perrons in de punt van de V. Voor noodgevallen werden naast de liften wenteltrappen gebouwd. Net als de andere station van Green werd ook hier een uniek tegelpatroon langs de perrons gebruikt zodat ook laaggeletterden het station kunnen herkennen.

### City & South London Railway
In 1913 nam het door Yerkes opgerichte metrobedrijf Underground Electric Railways of London (UERL) de City & South London Line (C&SLR) met de bedoeling deze te integreren in de UERL. De C&SLR was gebouwd met een kleinere tunneldoorsnee dan de standaard van Yerkes en om doorgaande diensten mogelijk te maken moesten de tunnels worden aangepast. De plannen van de UERL omvatten een verbindingstunnel tussen de C&SLR perrons bij Euston en Camden Town, de uitvoering begon, als gevolg van de Eerste Wereldoorlog, pas in 1922. De aansluiting ten zuiden van Camden Town werd zo uitgevoerd dat de metro's conflictvrij tussen de verschillende takken kunnen wisselen, zodat zowel van en naar het West End als de City diensten van een naar Golders Green respectievelijk Highgate kunnen worden onderhouden. De aansluiting werd op 20 april 1924 in dienst genomen waarmee de doorgande diensten van start gingen.
De groei van de reizigersstroom was aanleiding om de liften te vervangen door roltrappen. Doordat roltrappen diagonaal en niet verticaal lopen is bij veel stations ook het stationsgebouw verplaatst. Bij Camden Town is dit opgelost door de roltrappen aan te sluiten op een nieuwe reizigerstunnel tussen de perrons aan de noordkant van de V. Hierdoor hoefde bovengronds niets gewijzigd te worden en kwamen de reizigerstunnel langs de liften beschikbaar voor overstappers. De roltrappen werden op 7 oktober 1929 in gebruik genomen. Een van de liftkokers werd gebruikt ten behoeve van de ventilatie, maar de overige doorgangen uit 1907 leiden soms tot verwarring.

### London transport
In 1933 werden het OV in London genationaliseerd in het London Passenger Transport Board (LPTB), kortweg London Transport, dat de lijnen langs Camden Town de gemeenschappelijke naam Edgware Highgate Morden Line gaf. Op 28 augustus 1937 kreeg de lijn de naam Northern Line als verwijzing naar het Northern Heights project dat via de lijn een aansluiting op de metro zou krijgen en een jaar later lag er een plan voor een grootprofiellijn tussen Golders Green en de zuidelijke voorsteden die onder de West-End tak van de Northern Line zou lopen, LPTB kreeg echter geen fondsen voor de aanleg. Op 14 oktober 1940 werd het station tijdens The Blitz getroffen door een bom waarbij een persoon om het leven kwam. De behoefte aan schuilkelders betekende dat alsnog toestemming werd gegeven voor de ruwbouw van de stations van de grootprofiellijn onder de voorwaarde dat deze tot het einde van de oorlog als schuilkelders gebruikt zouden worden. Camden Town is een van de acht metrostations waar de schuilkelder daadwerkelijk is gebouwd. De ingangen bevinden zich aan Buck Street (in de buurt van de markt) en Underhill Street, de schuilkelder zelf ligt onder de Northern Line tussen Hawley Crescent in het noorden en Greenland Street in het zuiden. Na afloop van de oorlog waren er geen fondsen om de lijn te bekostigen zodat de grootprofiellijn er niet kwam.

### Ontsporing
Op 19 oktober 2003 ontspoorde een metrostel van materieel 1995 bij het naderen van het station op de wissels in een van de verbindingstunnels tussen de verschillende takken. Zeven reizigers raakten gewond en twee rijtuigen raakten zwaar beschadigd. Na het ongeluk konden de metro's alleen tussen de Edgwaretak en het West End rijden of tussen de City en High Barnettak rijden, de overige verbindingen konden weer vanaf maart 2004 worden gebruikt.
Het onderzoeksverslag van London Underground en onderhoudsbedrijf tubes lines wees een slecht uitgelijnde wissel aan als belangrijkste oorzaak van de ontsporing. Krassen op een nieuw geplaatste wissel veroorzaakte extra wrijving waardoor het voorste wiel van het achterste rijtuig op de spoorstaaf schoof. Het spoor ter plaatste ligt in een scherpe bocht zonder verkanting in veband met de krappe tunnel.

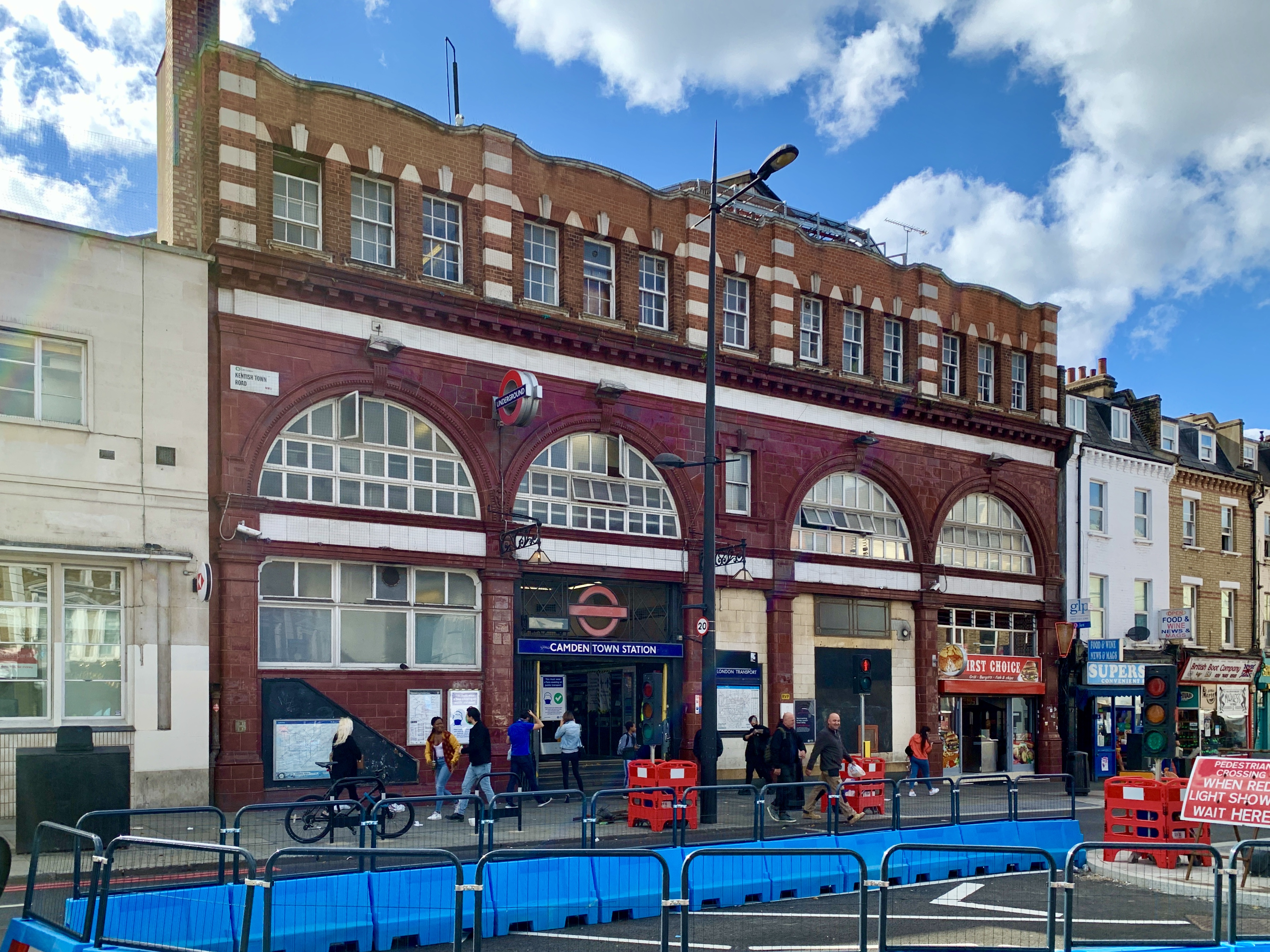
De ingang aan Kentish Town Road.
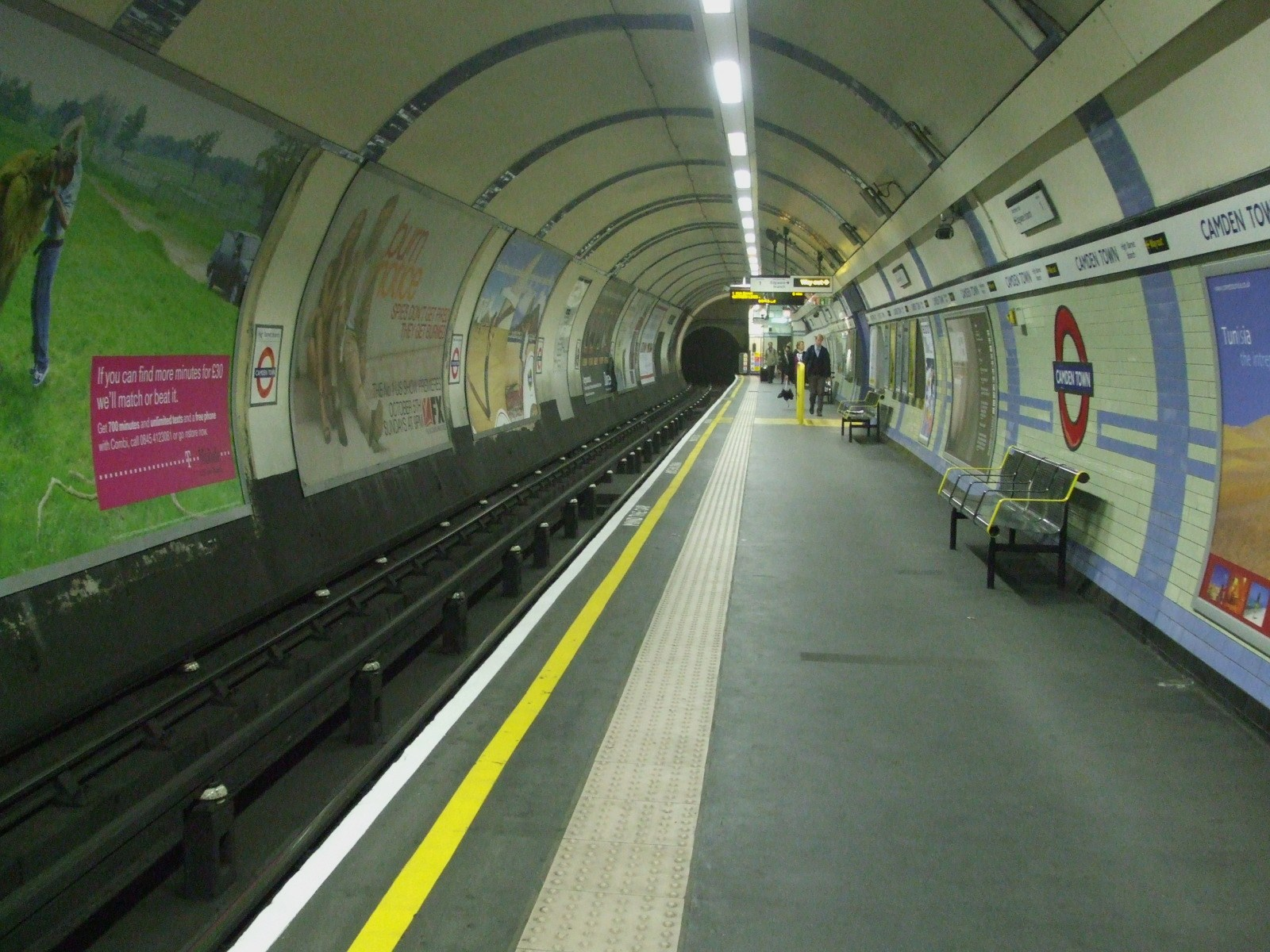
Het perron richting High Barnet met het kenmerkende tegelwerk.
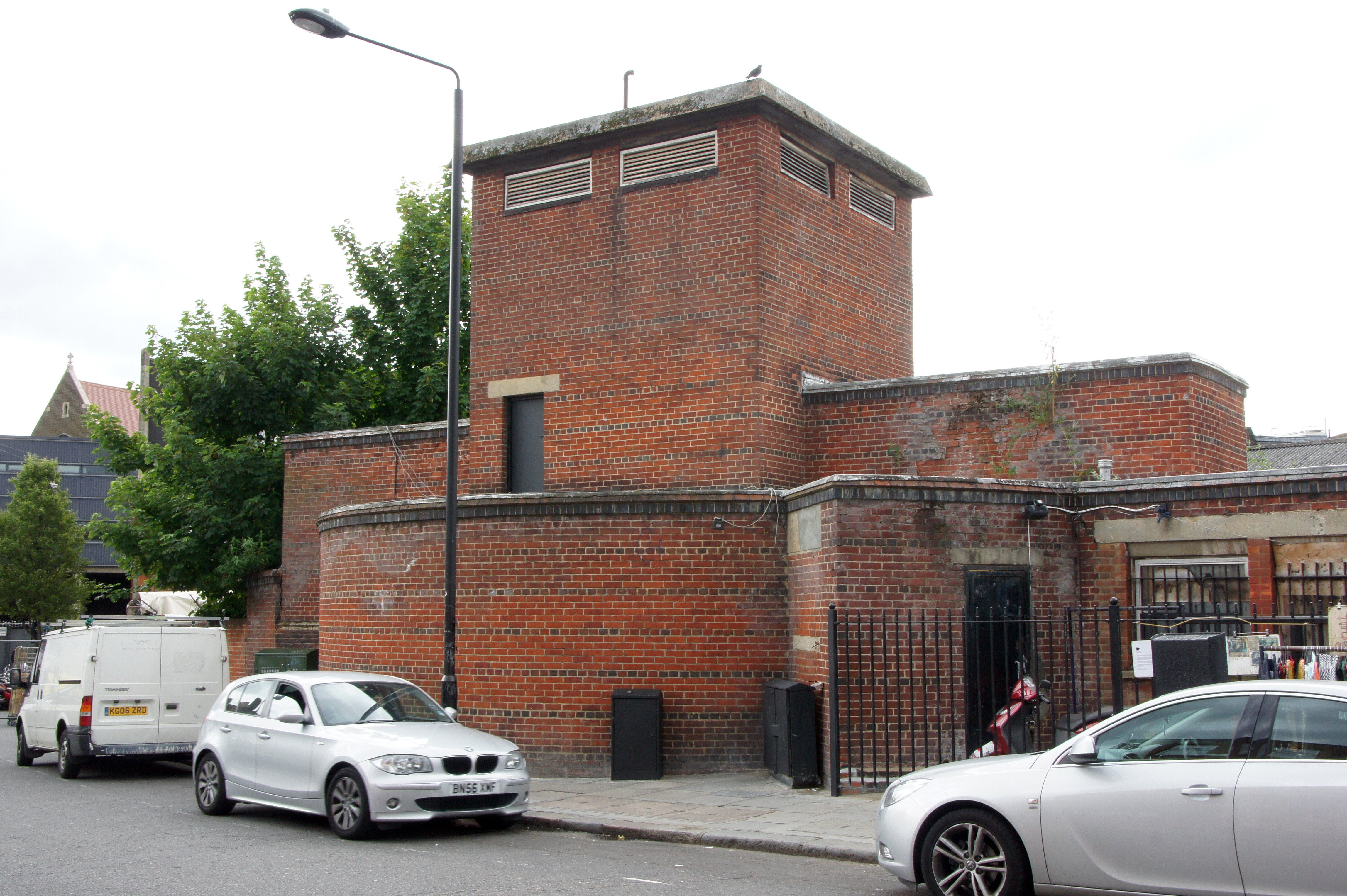
De ingang van de schuilkelder aan Buck Street

## Ligging en inrichting
Camden Town is een van de slechts drie stations waar reizigers kunnen overstappen tussen de west end tak en de City tak van de Northern Line. In tegenstelling tot Kennington is Camden Town nooit eindpunt geweest en beschikt het ook niet over een eindlus. De perrons voor de metro's naar het noorden liggen op 15 meter diepte, die voor de metro's naar het zuiden op 18 meter diepte. Door dit hoogteverschil was het ten zuiden van het station mogelijk dat metro's de tegemoetkomende op de andere tak ongelijkvloers konden kruisen, in 1924 is de splitsing omgebouwd in verband met de aansluiting van de Bank-tak. Om te voorkomen dat landeigenaren betaald moesten worden voor de tunnels onder hun terreinen werden die onder de straat geboord. Hierdoor kreeg het station ondergronds een V vorm waarbij de westtak onder Chalk Farm road en de oosttak onder Kentish Town road loopt. Het station was begin 21e eeuw te klein geworden voor de reizigersstroom die door de overstaptunnels en de twee roltrappen verwerkt moet worden. In het weekeinde is het bijzonder druk met bezoekers van de Camden Market en Camden High Street, wat tot 2019 aanleiding was om op zondag alleen uitstappers toe te laten.
London Underground diende in het eerste deccenium van de 21e eeuw een plan in voor de herbouw van het station voor £ 130 miljoen om de opstoppingen te verminderen en het tevens rolstoeltoegankelijk te maken. Het project betekende dat alle gebouwen, inclusief de Buck Street Market, de Electric Ballroom en het stationsgebouw van Green, tussen Buck street en de kruising van Camden High Street en Kentish Town zouden worden gesloopt om plaats te maken voor nieuwbouw met kantoren en woningen boven het nieuwe station. London Underground motiveerde dit met de noodzakelijke tijdelijke ingang tijdens de herbouw van het station. Bezwaren tegen de sloop en de omvang van het project waren aanleiding voor een onderzoek dat in 2004 werd uitgevoerd. In 2005 werd de aanvraag voor openbare werken geweigerd door de vice-premier waarop het project werd geschrapt.
In 2013 kwam Transport for London met een nieuw plan om de reizigersstroom het hoofd te bieden. In plaats van de eerdere voorstellen werd het nieuwe stationsgbouw gepland op de plaats van de leegstaande Hawley School aan de noordkant van Buck Street waarmee de sloop van het blok rond het station van Green van de baan was. Behalve een nieuw stationsgebouw zouden nieuwe roltrappen en reizigerstunnels worden gebouwd om het geheel ook toegankelijk te maken voor rolstoelgebruikers. Al met al zal het station hierdoor drie keer zo groot worden, volgens een inschatting uit 2017 zou de ombouw vier jaar in beslag nemen. De vertragingen bij het Crossrail project leidden er in 2018 toe dat de ombouw van Camden Town voor onbepaalde tijd is uitgesteld.

## Fotoarchief
- Subterranea Britannica's visit to the Camden Town deep level shelter
- London Transport Museum Photographic Archive
  - Het stationsgebouw in 1937.
  - De schade na het bombardement.